# Melanopleurus belfragei
Melanopleurus belfragei är en insektsart som först beskrevs av Carl Stål 1874.  Melanopleurus belfragei ingår i släktet Melanopleurus och familjen fröskinnbaggar. Inga underarter finns listade i Catalogue of Life.